# Palazzo Dudley
Palazzo Dudley, o palazzo del duca di Nortumbria, è un edficio civile storico del centro di Firenze, affacciato su via della Vigna Nuova 2 e su via della Spada 1, con uno spigolo su via de' Tornabuoni. Il palazzo appare nell'elenco redatto nel 1901 dalla Direzione Generale delle Antichità e Belle Arti, quale edificio monumentale da considerare patrimonio artistico nazionale.

## Storia e descrizione

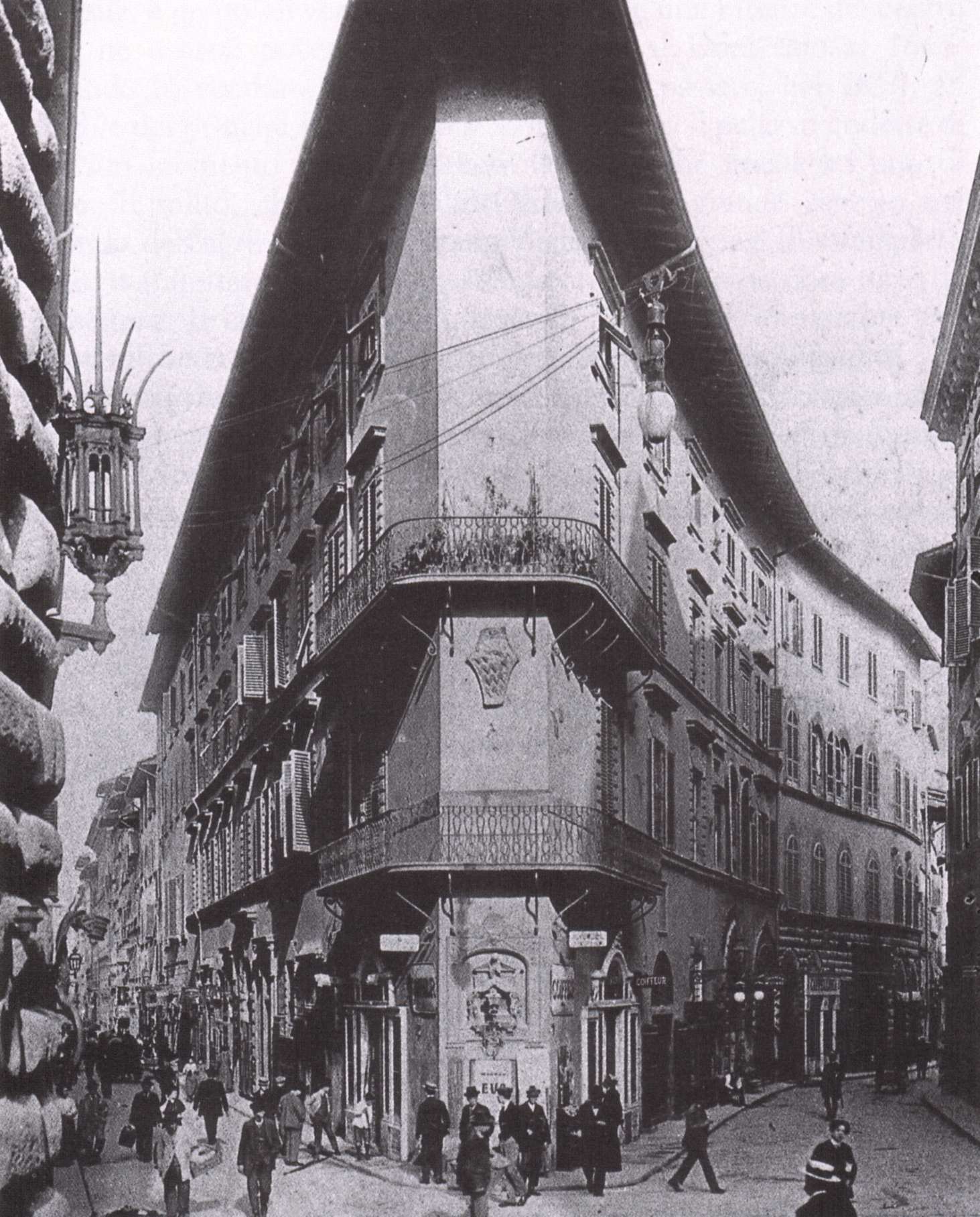
Il palazzo prima degli interventi novecenteschi

Si tratta di un palazzo eretto su committenza di Orazio Rucellai e progetto di Bartolomeo Ammannati a partire dal 1578 ed entro il 1584, anno nel quale compare già delineato nella pianta di Stefano Buonsignori a determinare l'acuto sprone tra via della Vigna Nuova e via della Spada contrapposto allo sbocco di via degli Strozzi. 
Così definito l'edificio fu venduto nel 1614 dai Rucellai al geografo e ingegnere navale Robert Dudley, conte di Warwick e duca di Northumberland, figlio del favorito della regina Elisabetta I d'Inghilterra. Nel 1605 Dudley lasciò l'Inghilterra e, dopo un passaggio in Francia, si trasferì in Toscana, dove entrò al servizio dei granduchi, Cosimo II e poi Ferdinando II, che gli affidarono il governo del porto di Livorno e l'incarico di costruire il Molo Mediceo (1608) e l'Arsenale di San Rocco. Nel settembre 1608 Dudley fece un viaggio lungo le coste della Guiana. Compose l'Arcano del mare, il primo atlante marittimo pubblicato in Italia, a Firenze tra il 1646 e il 1647. Egli, molto probabilmente, intervenne sulla struttura anche se risulta difficile stabilire l'entità dei lavori (secondo Federico Fantozzi sarebbe stato lo stesso Dudley a fare edificare il palazzo su proprio disegno). Alla sua morte il Dudley venne sepolto nella vicina chiesa di San Pancrazio. 
Dopo altri passaggi di proprietà pervenne ai Bordoni e da questi fu acquistato nel 1912 da Francesco Navone, commerciante di ricami che già da tempo ne aveva affittata una porzione. Da quest'ultimo fu trasformato nelle forme attuali su progetto dell'architetto Adolfo Coppedè che, per tale intervento, ricevette nel 1913 il Premio Martelli. A questo cantiere si deve l'arretramento dello sprone con la demolizione dei piani superiori e la realizzazione dell'area anteriore occupata da una loggetta aperta su un terrazzo con balcone. Lo stato precedente all'intervento, oltre che da una serie di fotografie, è documentato dall'incisione di Giuseppe Zocchi del 1744, con la veduta dei palazzi Corsi e Viviani. "La vicinanza del palazzo Strozzi e l'importanza della strada su cui l'edificio insiste conferiscono alla ristrutturazione eminenti caratteristiche di arredo urbano. Il palazzo che terminava con una forca pronunciata di soli due metri di larghezza, è sezionato verticalmente fino a formare un prospetto più ampio; al piano terreno viene ricavata una loggia coperta da un terrazzo balaustrato che mantiene la pianta primitiva. Il maggior decoro che l'immobile viene ad assumere compensa ampiamente la perdita di volume utile. Il nuovo prospetto, dalla porta-finestra del terrazzo con una timpanatura monumentale sormontata da una grande conchiglia, allo stesso disegno della loggia e delle cancellate, esemplifica l'interpretazione, tutta coppedeiana, delle forme dell'originario palazzo cinquecentesco". 
Così ristrutturato l'edificio fu destinato a ospitare i locali di manifattura, esposizione e vendita di merletti e ricami. Sugli architravi del portale e dell'accesso al terrazzo, compare ancora la scritta "F. Navone", mentre lo scudo con l'arme dei Rucellai (qui senza smalti, ma trinciato: nel primo di rosso, al leone d'argento; nel secondo fasciato increspato d'azzurro e d'oro), già al primo piano dello sprone demolito, venne spostato al di sopra della nicchia. 
Nessun cambiamento subì invece il tabernacolo che guarda verso via de' Tornabuoni. 
Per quanto riguarda gli altri due prospetti del palazzo questi conservano sostanzialmente il disegno conferito alla fabbrica da Bartolomeo Ammannati, con ingresso principale su via della Vigna Nuova, già segnata dalla storica presenza della famiglia Rucellai. Più in particolare, su questa via, "l'architetto concepisce un fronte alto tre piani più un attico, un volume cospicuo, diviso in dieci assi (oggi soltanto otto) specularmente equidistanti da quello centrale, che accoglie il portale principale al piano terreno. Un fronte vasto, secondo per unitarietà solo al palazzo quattrocentesco di Giovanni Rucellai, elaborato sulla scorta dei prospetti di palazzo Giugni e Mondragone, nei quali le ampie superfici intonacate e ritagliate dalle ricche mostre lapidee delle aperture vengono predilette, rispetto alle soluzioni a graffito o laterizio dei palazzi Montalvo e Grifoni". La loggia, adibita a vetrina, è stata nel tempo occupata dall'ingresso di una agenzia bancaria e successivamente ha ospitato una boutique di Gianfranco Ferre. Oggi negli spazi commerciali ospita il marchio COS, mentre negli appartamenti abitativi (con accesso da via della Spada), è una proprietà condominiale. 
Sul lato di via della Vigna Nuova è una lapide che ricorda il luogo come residenza di Robert Dudley, posta nel 1895 dal suo concittadino e biografo 'Giovanni' Temple Leader. 
| IN QUESTA CASA FATTASI ERIGERE NEL MDCXVI DIMORÒ ROBERTO DUDLEY DUCA DI NORTHUMBRIA INSIGNE NELLA SCIENZA DEL MARE RIORDINATORE DEL PORTO DI LIVORNO E DEL NAVIGLIO TOSCANO GIOVANNI TEMPLE LEADER SUO CONNAZIONALE E BIOGRAFO QUESTO RICORDO NELL'ANNO MDCCCXCV POSE |

Nel corso del 2013 il complesso è stato interessato da lavori di risanamento conservativo e da ristrutturazione con modifiche interne (progetto e direzione dei lavori dell'architetto Giuseppe Scacciati).

### Il tabernacolo

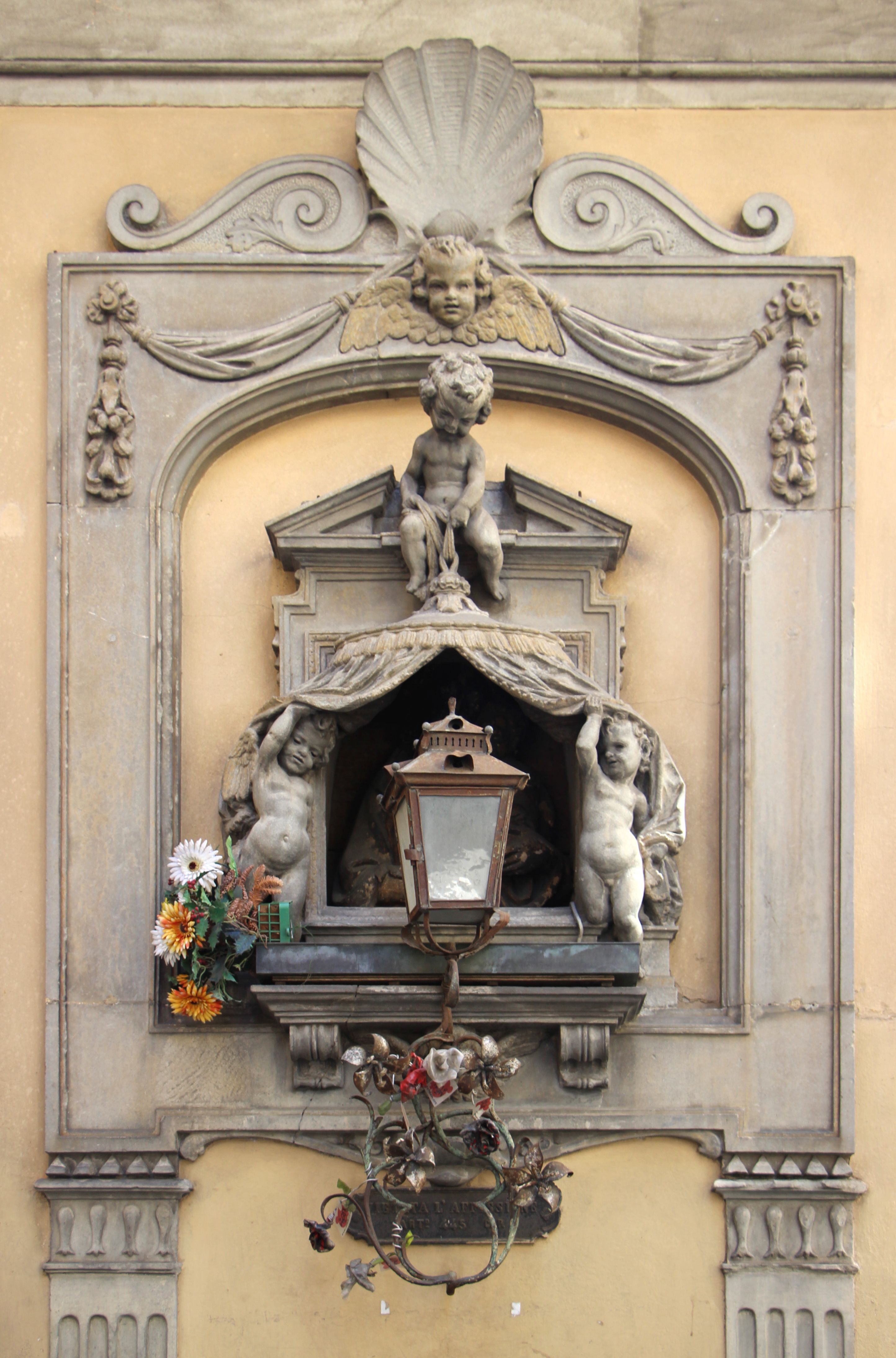
Il tabernacolo

L'edicola posta sullo sprone, conserva un busto in stucco del primo Quattrocento raffigurante la Madonna col Bambino, del tipo A della Madonna Ghibertiana, inserito in una elaborata struttura con timpano su lesene, che mostra la sacra immagine oltre un velario aperto da tre puttini, di altissima qualità e di carattere tardo manierista, tanto da potersi ipotizzare una datazione in riferimento al palazzo tardo cinquecentesco di Orazio Rucellai. Sotto, l'iscrizione: MARIA MATER GRATIAE. L'insieme fu restaurato nel 2001 da Daniela Valentini per le cure della famiglia Calligaris.

## Bibliografia

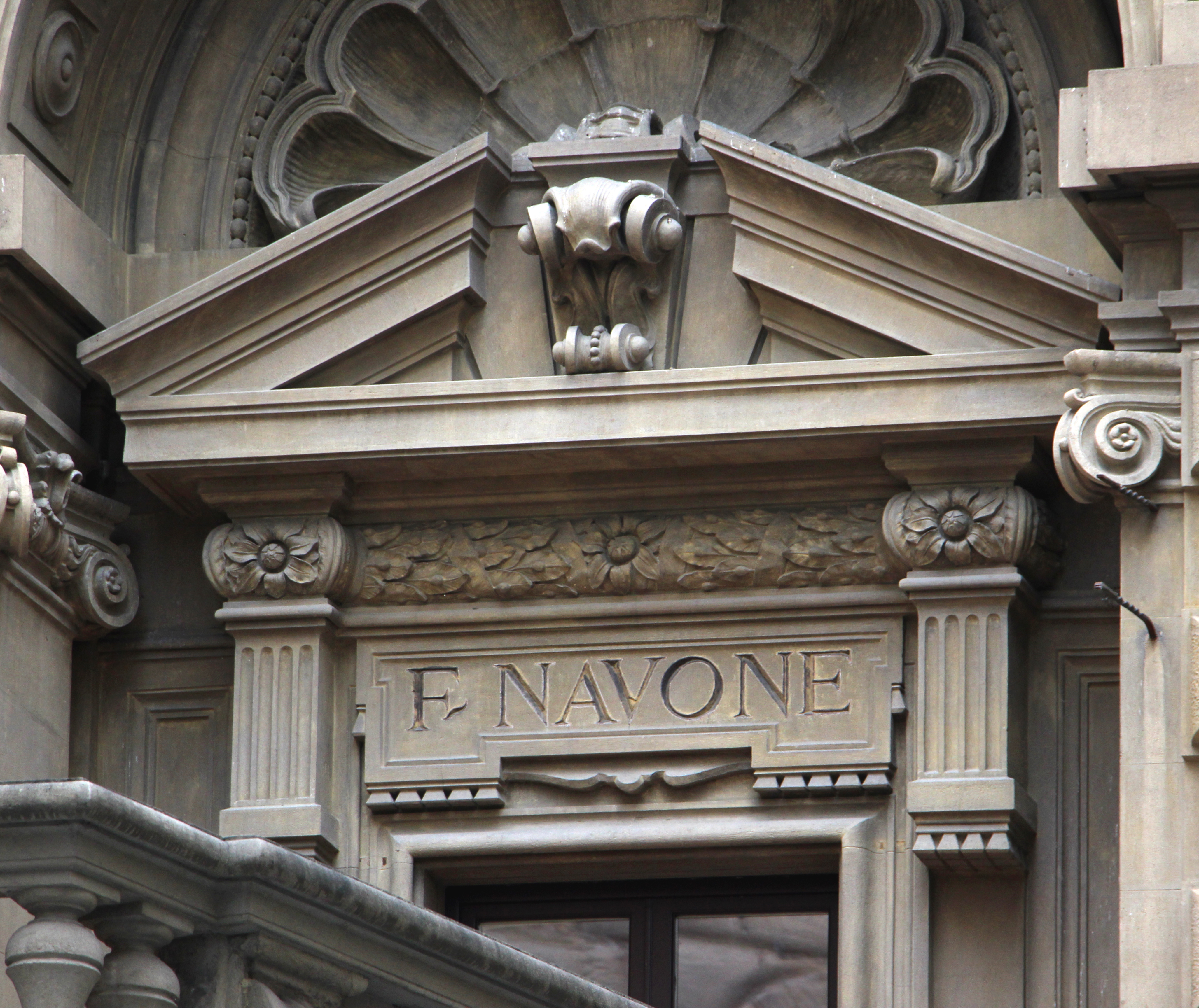
Il portale del terrazzo con la scritta F. NAVONE